# Кривчиков, Александр Эммануилович
Александр Эммануилович Кривчиков (1890—1937) — русский военачальник, участник Первой мировой войны, Белого движения и Гражданской войны в России. Кавалер ордена Красного Знамени. По решению Особой тройки УНКВД по Куйбышевской области осуждён и расстрелян .

## Биография

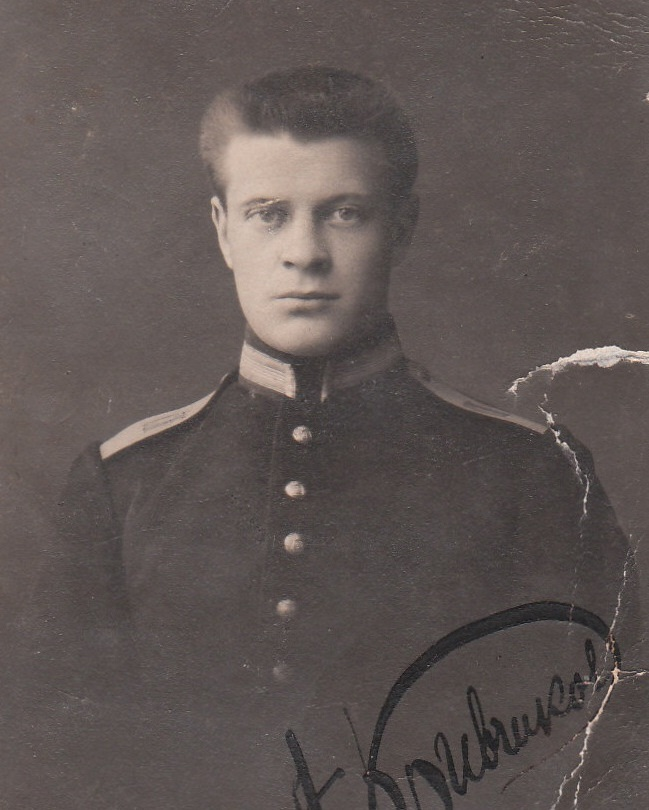
Александр Кривчиков кадет Симбирского кадетского корпуса

### Ранние годы
Александр Кривчиков родился в 1890 году в Симферополе в семье потомственного дворянина акцизного чиновника Эммануила Кривчикова. Дворянин по происхождению. Дед Кривчиков Михаил Степанович подпоручик, титулярный советник — за военные заслуги пожалован в дворянство в 1782 г.. Русский.

### Служба в армии
В 1915 году окончил Симбирский кадетский корпус и Павловское военное училище (4-х месячный ускоренный курс). Дополнением к Высочайшему приказу (ВП) 01.09.1915 произведен в прапорщики с зачислением по армейской пехоте. Из юнкеров.
Участвовал в Первой мировой войне с 1914 года на австро-германском фронте в составе 212-го пехотного Романовского полка 53-й пехотной дивизии Западного фронта. Официально переведен в 212-й пехотный Романовский полк ВП 25.06.1916. Произведен в подпоручики ВП 26.06.1916.

" 53-я приняла участие в отходе из Восточной Пруссии, понесла большие потери в неудачных боях у Вержболова и была совершенно уничтожена в катастрофе XX корпуса в Августовских лесах. Восстановленная и включенная в XXIII армейский корпус, она отлично себя зарекомендовала в Брусиловском наступлении на Волыни."— 
Дважды ранен. 26 июля 1916 года под дер. Киселько подпоручик 212-го пехотного Романовского полка Кривчиков Александр Еммануилович ранен в бедро (эвакуирован в 92-й сводный эвакогоспиталь г.Симбирска).
Награждён Орденом Святого Владимира 4 степени с мечами и бантом. 
Произведен в поручики ПАФ 06.04.1917.
После Октябрьской революции участвовал под командованием руководителя Белого движения на Востоке России, Генерального штаба генерал-лейтенанта Главнокомандующего армиями Восточного фронта Русской армии В. О. Каппеля. Командовал 3-м пластунским батальоном 3-го пластунского Оренбургского казачьего полка. C ноября 1919 года командовал 1-м Симбирским полком.
Под Красноярском был ранен, без сознания взят в плен и находился 2 месяца в концлагере. Мобилизован Советской властью и назначен на должность помощника комполка 5-й дивизии имени 3-го Интернационала. В 1920 году назначен на должность помощника командира 1-го полка Сибирской добровольческой бригады Южного фронта.
Ульяновская газета «Пролетарский путь» от 23.2.1928 писала

Отличился в бою под колониями Лоденберг, Гейдельберг и Новый Мунтань (Ново-Монталь) 18 августа 1920 г. При этом было взято пленных 500 человек, пулемёты, обозы, и др. трофеи, за что был награждён орденом Красного Знамени.
В данное время т. Кривчиков работает в УТО врид. начальника вневойсковой подготовки.

В ноябре 1927 г. т. Кривчиков представлен к награждению 2-м орденом Красного Знамени за бои 7 сентября 1920 г.— 
За боевые действия награждён орденом Красного Знамени. После Гражданской войны работал военруком в пединституте Ульяновска.

Кавалер Ордена Красного Знамени А. Э. Кривчиков, Ульяновск, 1929 год

## Арест, суд и расстрел
Арестован 17 декабря 1937 года. Был одним из 100 фигурантов осуждённых и расстрелянных по решению заседания Особой тройки УНКВД по Куйбышевской области. На допросе признал себя виновным в соучастии совместно с остальными арестованными в контрреволюционной организации с целью свержения Советской власти. Обвинён в преступлениях, предусмотренных ст.58-2, 58-6 ч. 1, 58-7, 58-9 и 58-11 УК РСФСР. 

ВЫПИСКА

из протокола № 84 заседания тройки УНКВД по Куйбышевской области.

От 30 декабря 1937 года.
Слушали: Дело №-5863(в 5-ти томах) Ульяновского ГО НКВД, К/обл.
по обвинению гр-на:

2.КРИВЧИКОВА Александра Эммануиловича,

рождения 1890 г., урожен.г. Симферополя,

русского г-на СССР, дворянина, б/капитана

белогвардейца-Капелевца, в 1920 г. пробрав-

шись в РККА награждён орденом «Красного

знамени». До ареста Военрук Ульяновского

Пединститута. Проживал в г. Ульяновске.

Обвиняется в преступлениях, предус-

мотренных ст.58-2,58-6 ч.1, 58-7, 58-9 и

58-11 УК РСФСР.

СПРАВКА: содержится с 17/XII37г.

в Ульяновской тюрьме.
Постановили
2.КРИВЧИКОВА Александра Эммануиловича — РАССТРЕЛЯТЬ.
Расстрелен 18 января 1938 года.

### Реабилитация
Кривчиков А. Э. реабилитирован 8 мая 1956 года.

## Чины
Нижний чин с 01.05.1915
Прапорщик с 01.09.1915 Дополнение к Высочайшему приказу от 1-го Сентября 1915 года.
Подпоручик с 26.06.1916 со старшинством 01.05.1915
Поручик с 6.04.1917 со старшинством 9.11.1916
Штабс-капитан.

## Награды
- Орден Св. Владимира IV степени с мечами и бантом
- орден Красного Знамени (1922)[16][17];

### Семья
- Отец — Эммануил Кривчиков (1856—1933). Потомственный дворянин Херсонской губернии. Начальник акцизной таможни города Симферополя.
- Мать — Кривчикова.
- Сестра — Эпполинария Эммануиловна, урождённая Кривчикова (Филиппова).
- Сестра — Мария Эммануиловна, урождённая Кривчикова (Гавва).
- Брат — Кривчиков Владимир Эммануилович. Родился в 1896 году в Воронежской губернии Коротоякского уезда. Холост. Православный. Вольноопределяющийся 13-го Туркестанского стрелкового полка. Контужен 13.06.1916 под Байбуртом (Турция). Поступил в лазарет 18.07.1916.[18][19]
- Жена — Раиса Николаевна, урождённая Троицкая (1894—1942). Похоронена в некрополе г. Ульяновск, возле Воскресенского храма (улица Старосвияжский Пригород, 2) примерные координаты 54.323952, 48.377522, отец Николай Ефимович, мать Варвара, сестра Мария (Галькова).
- Дети
- сын — Константин (1915—1943). Глав.старшина. Награждён орденом Красной Звезды и медалью "За оборону Одессы"[20]. Погиб в бою при переходе морем в Керченском заливе[21][22]. Предан морю[23]. Не женат; в РККА с 1938 года.
- сын — Эммануил (1922—1988), уроженец г. Ульяновска, в 1985 году награждён орденом Отечественной войны 2-й степени[22][24]. Жена Валентина Ивановна Бакаева, уроженка г. Запорожье Запорожской обл. Украинской ССР. В 1985 году награждена орденом Отечественной войны 2-й степени[25]. Дети: сын — Александр (1948), сын — Виктор (1954);
- дочь — Ирина (1923—1995), муж Дорофеев, Анатолий Васильевич, дети: дочь — Светлана (Чагунава) (1943), сын Александр (1946)
- дочь — Конкордия (1923—2008), муж Щербаков Валерий Иванович, дети — Лариса (Айрих) (1949), Марина (Федоровская) (1955), Константин (1962).

Фотографии разных лет

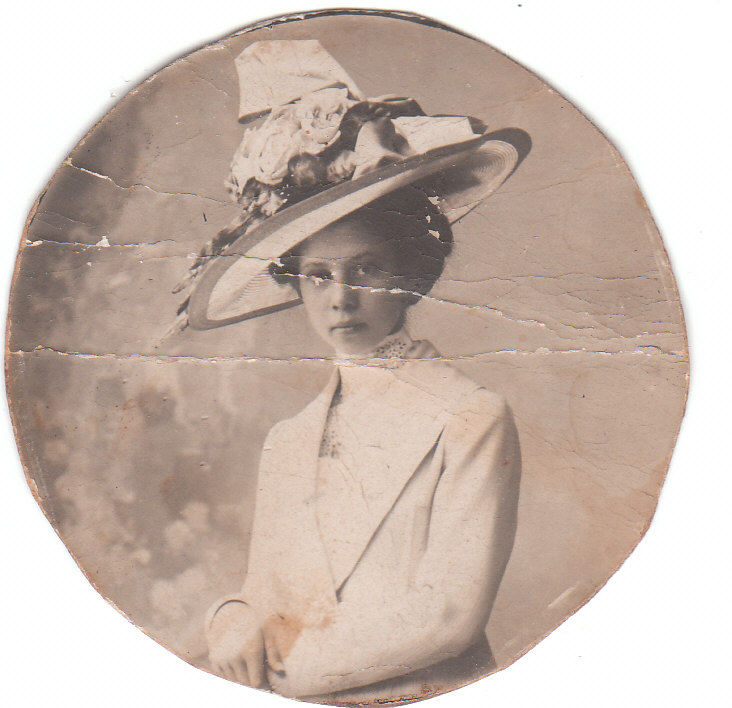
Супруга Троицкая (Кривчикова) Раиса Николаевна (1894-1942). Симбирск 1916.
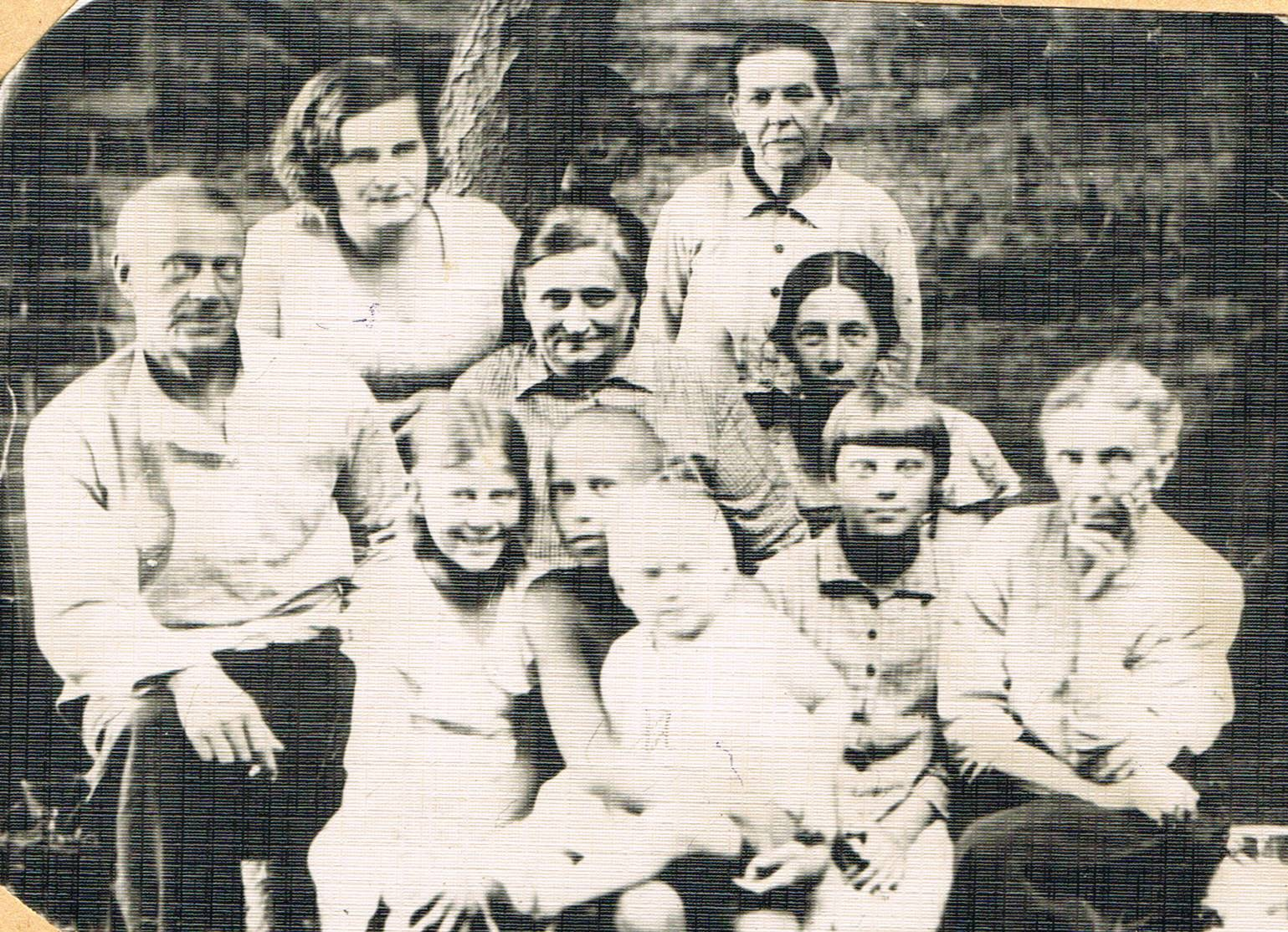
Счастливое семейство Кривчиковых. Ульяновск 1933 год
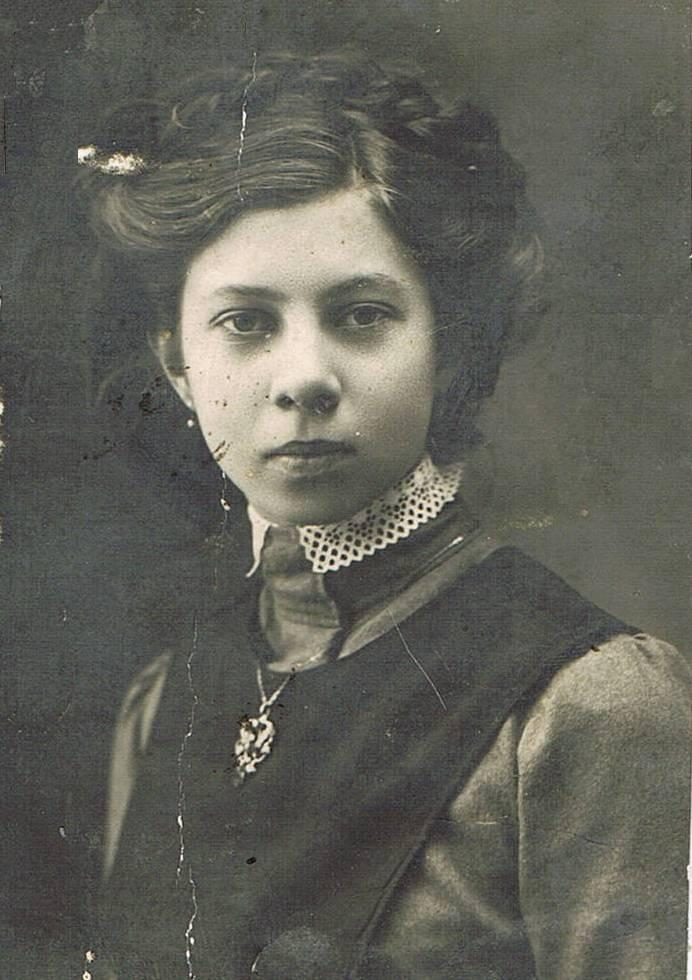
Кривчикова Раиса Николаевна урожённая Троицкая (1894-1942). Ульяновск
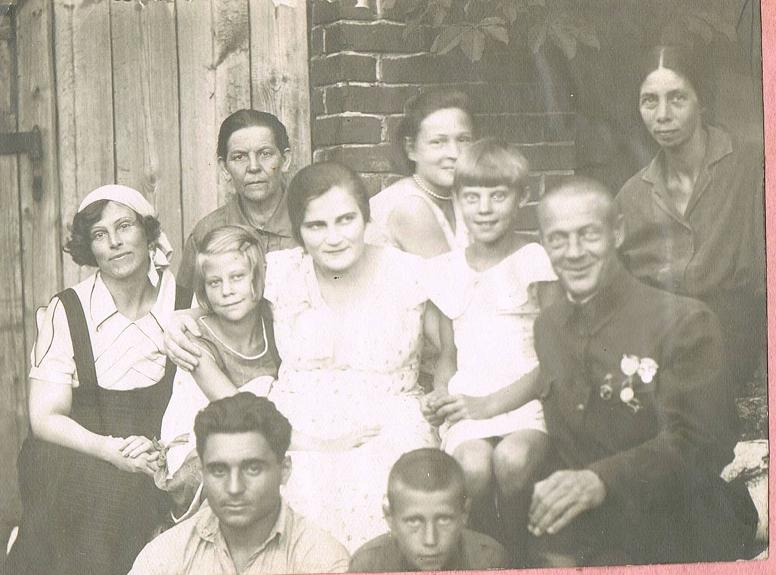
Кривчиковы и Троицкие в Ульяновске. 1933.
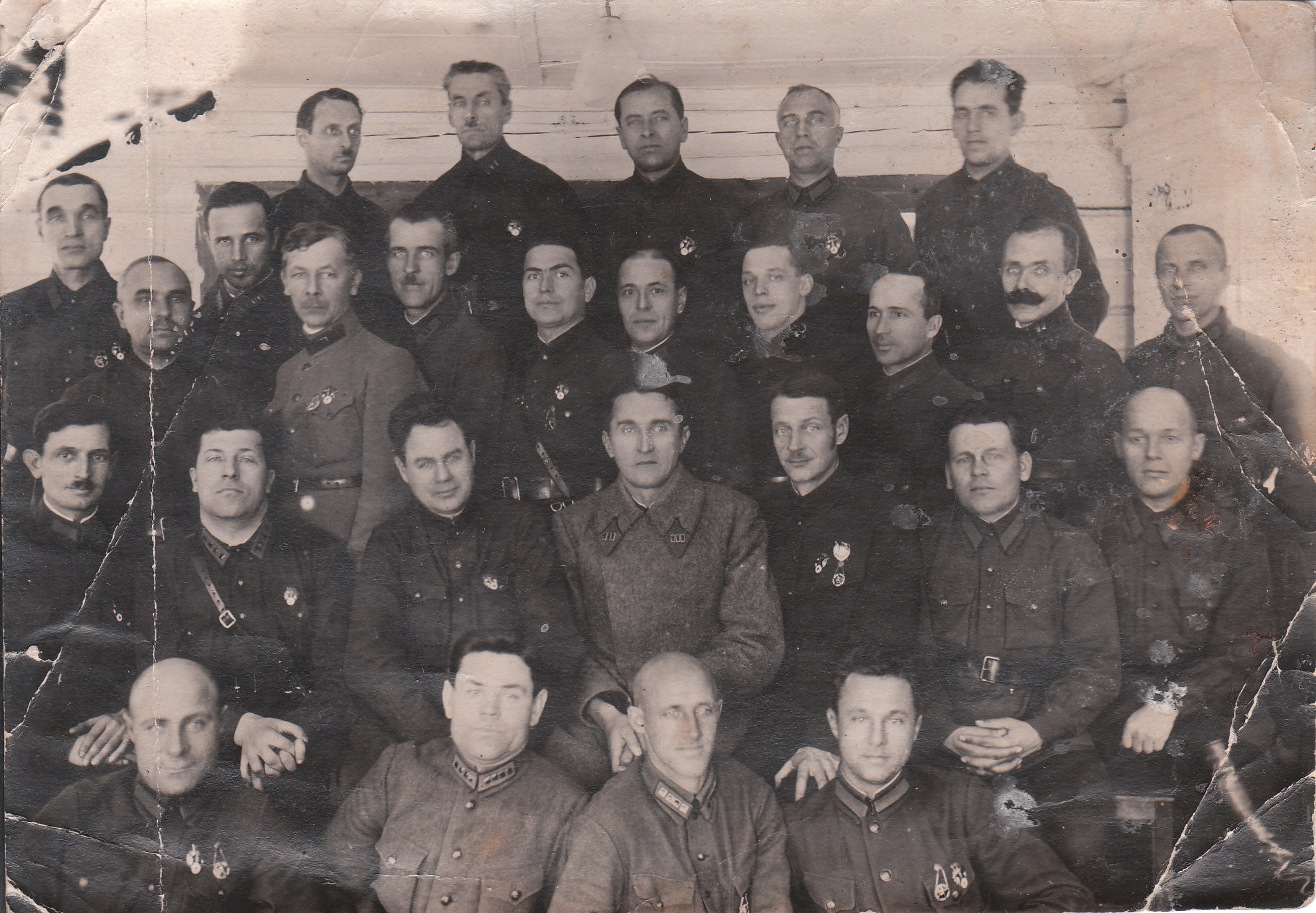
А.Э. Кривчиков (во 2-м ряду 3-й справа) и кавалеры ордена Красного Знамени перед арестом.
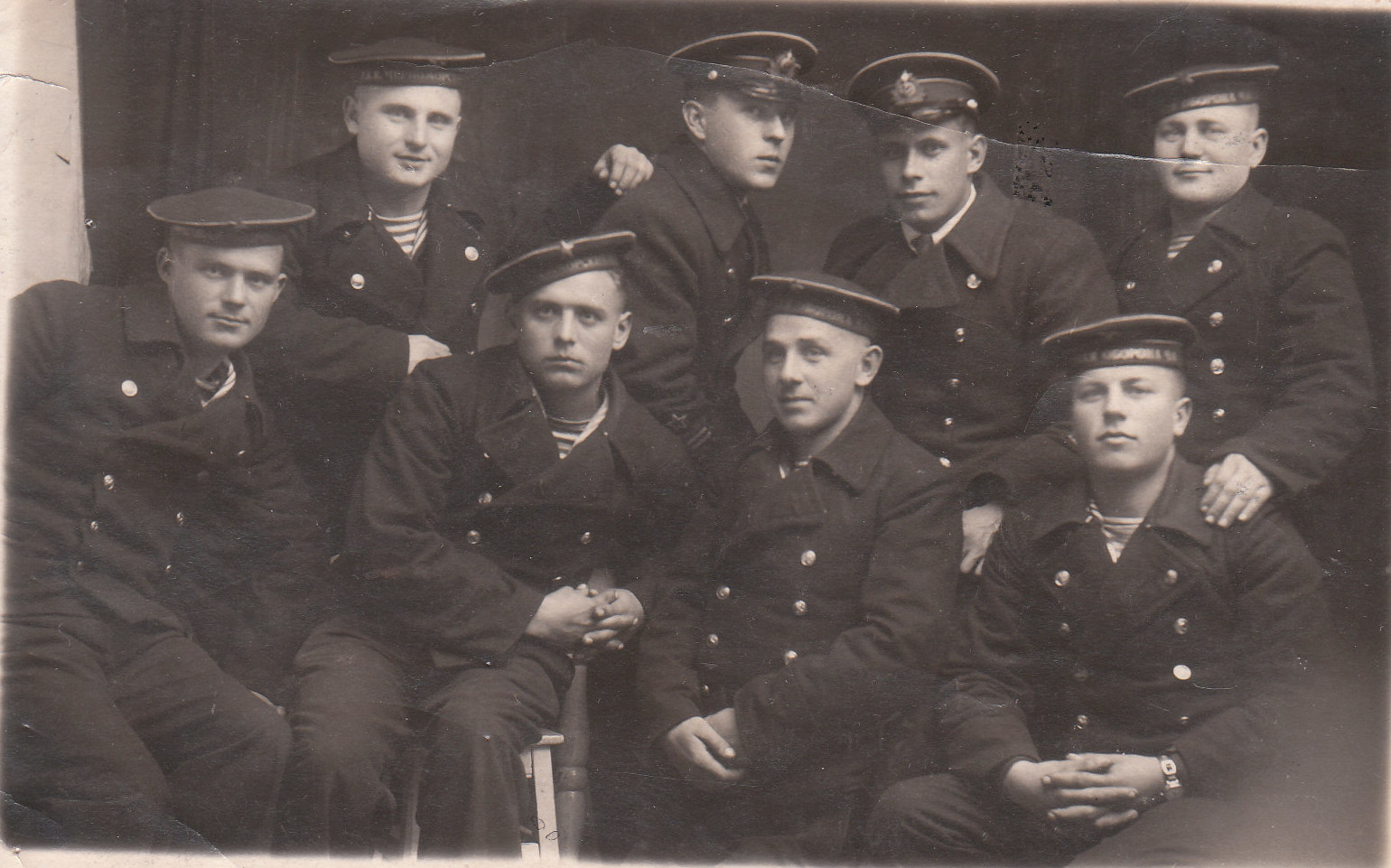
Сын Константин Александрович Кривчиков (во 2-м ряду второй справа) с моряками ЧФ. 1941 г. Одесса.
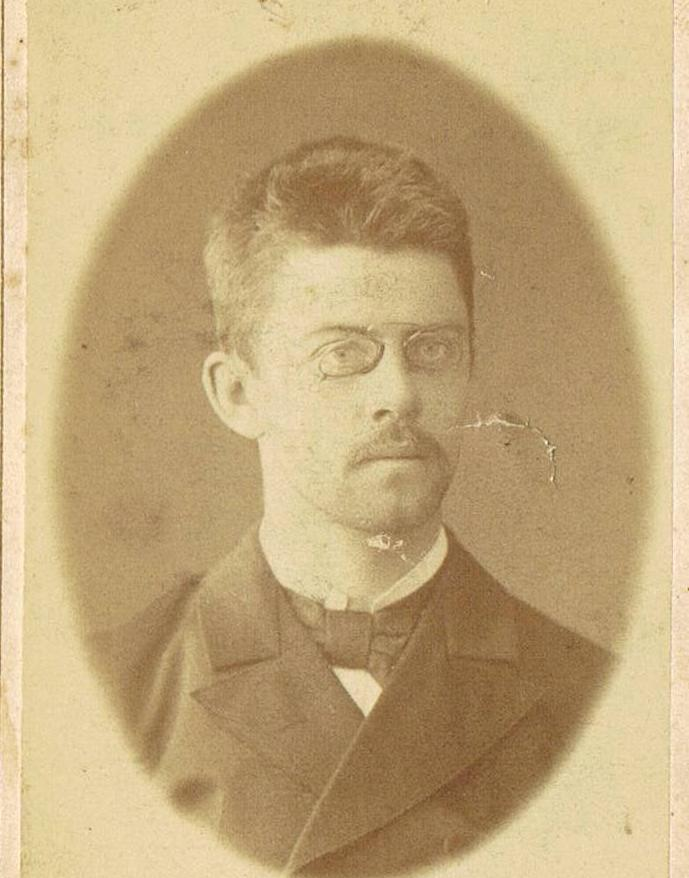
Николай Ефимович Троицкий (1864-1937) отец жены. Пенза.
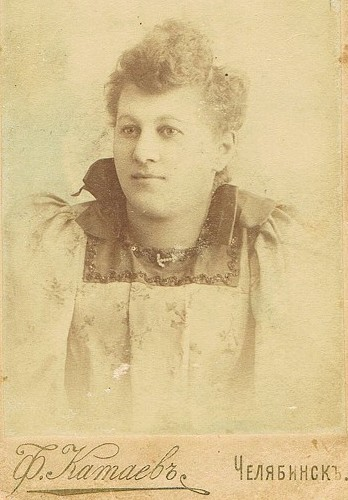
Варвара Троицкая (1865-1939) мать жены. Челябинск.
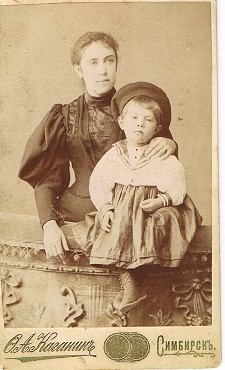
Троицкая Конкордия Ефимовна (1863-1943) и её племянница Троицкая Раиса Николаевна (1894-1942). Симбирск.
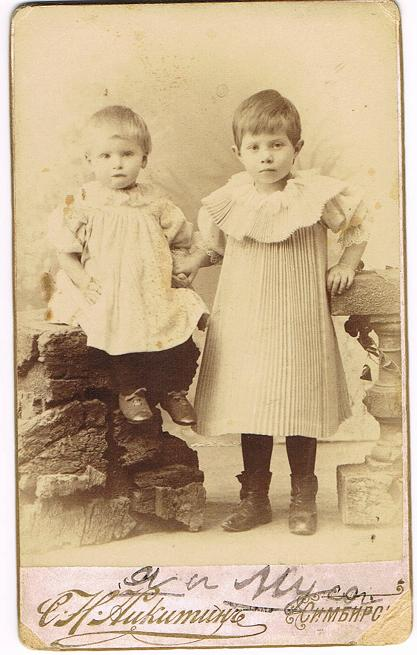
Раиса и Мария ( Николаевны) Троицкие 1899 г. Симбирск.

## Память

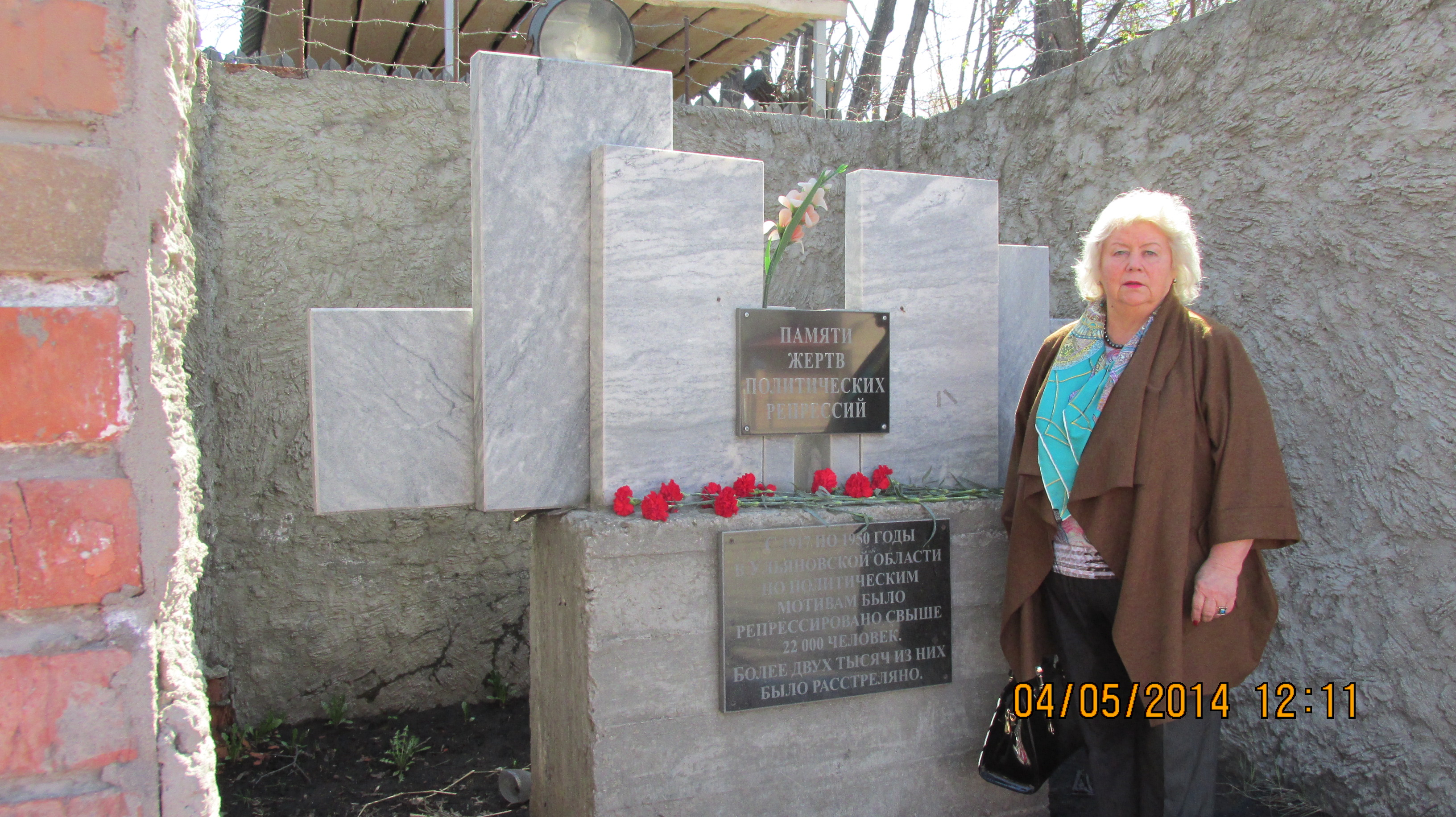
Памятник жертвам политических репрессий в Ульяновске. Внучка Айрих Л. В., репрессированного в 1937 году Кривчикова Александра Эммануиловича. 4 мая 2014. Ульяновск.

- Занесён в Книгу Памяти Ульяновской области[26].
- Его имя увековечено в Главном Храме Вооружённых сил России, и навсегда запечатлено на мемориале «Дорога Памяти»[27].
- Имя Александра Кривчикова носят: Александр Эммануилович Кривчиков (1948-2017), Александр Анатольевич Дорофеев (1946), Александр Александрович Дорофеев (1974), Александр Анатольевич Дорофеев (1994).